# Bill Atkinson
William Dana Atkinson (Los Gatos, 17 de março de 1951 – Portola Valley, 5 de junho de 2025) foi um engenheiro de computação e fotógrafo estado-unidense.

## Carreira
Atkinson trabalhou para a Apple de 1978 a 1990. Estudou na Universidade da Califórnia em San Diego, onde Jef Raskin, desenvolvedor do Macintosh, foi um de seus professores. Atkinson continuou seus estudos como aluno de graduação na Universidade de Washington.
Atkinson fez parte da equipe de desenvolvimento do Macintosh e foi o criador de MacPaint, entre outros aplicativos. Ele também desenvolveu e implementou QuickDraw, a toolbox de base que o Macintosh usava para gráficos. O desempenho de QuickDraw foi essencial para  o sucesso da interface gráfica do Macintosh. Atkinson também projetou e implementou HyperCard, o primeiro sistema hipermédia popular.
Em 1996, Atkinson esteve envolvido em tempo pleno com fotografia digital de natureza. Atkinson, um pioneiro da fotografia digital, foi um dos primeiros a experimentar técnicas usadas hoje em dia em impressão fina de fotografias digitais.
Em 2007, Atkinson começou a trabalhar como desenvolvedor externo com Numenta, uma startup trabalhando com inteligência de computadores. Sobre seu trabalho, Atkinson disse: "o que a Numenta está fazendo é mais fundamentalmente importante para a sociedade do que o computador pessoal e o surgimento da Internet."
Algumas das contribuições notáveis de Atkinson à computação incluem:
- Macintosh QuickDraw e Lisa LisaGraf
- Marching ants
- Barra de menu
- Selection lasso
- FatBits
- MacPaint
- HyperCard

## Na cultura popular
O ator Nelson Franklin o interpretou no filme Jobs de 2013.

## Morte
Ele morreu aos 74 anos em Portola Valley, Califórnia, em 5 de junho de 2025, de câncer do pâncreas.